# Levy Sousa e Silva
Levy Sousa e Silva foi um político brasileiro do estado de Minas Gerais. Foi deputado estadual em Minas Gerais durante a 5ª legislatura na Assembleia, eleito pelo PSP.